# Saboten (banda)
Saboten (Japonés "cactus") es una banda de rock japonesa fundada en Osaka en 1999. Entre 2004 y 2007 fueron artistas de Sony Music Japan.  Su canción "Scenario" se usó como tema final para el anime Naruto.

## Álbumes
- Hi Rock Hi
- No Rain No Rainbow
- Circus
- Islands	SRCL-6257
- Classic 2007 SRCL-6491
- Saboten Rock EXCR-1006
- Green Hole 2010	BZCS-1072
- This is a pen! 2012 PINE-0020
- White Pool 2012	PINE-0024
- 1億3千万人が選ぶSABOTEN傑作集 PINE-0028
- Master Peace 2015

Apariciones en álbumes de compilación
- Junk 2 (2002)
- Punk Rock Camp (2002)
- Punk JukeBox 2
- The 青春 Punk Rock
- Green Days (2003)
- E.V.Junkie	SRCL-5597/8 - 23 in Oricon album chart
- 京阪 Wave
- Nagoya Chorus Live 友情編
- Naruto Super Hits 2006-2008	VWC-7561/2
- Out of this World 4 SURCD-008
- Make Merry Christmas
- QP Special Tribute